# Tamniès
Tamniès là một xã, nằm ở tỉnh Dordogne vùng Aquitaine của Pháp. Xã này có diện tích 19,09 km², dân số năm 2006 là 301 người. Xã nằm ở khu vực có độ cao trung bình 200 m trên mực nước biển.

## Hành chính
| Danh sách các xã trưởng                |             |                   |                  |              |
| Giai đoạn                              | Giai đoạn   | Tên               | Đảng             | Tư cách      |
| tháng 3 năm 2001                       | đương nhiệm | Gérard Laborderie | không chính thức | restaurateur |
| Tất cả các dữ liệu trước đây không rõ. |             |                   |                  |              |

## Thông tin nhân khẩu
| Năm    | 1962 | 1968 | 1975 | 1982 | 1990 | 1999 | 2006 |
| ------ | ---- | ---- | ---- | ---- | ---- | ---- | ---- |
| Dân số | 333  | 316  | 282  | 284  | 313  | 317  | 301  |